# حسن باي (قسنطينة)
حسن باي هو باي قسنطينة وحاكم بايلك الشرق ضمن أيالة الجزائر في العهد العثماني. امتد حكمه بين سنتي 1608 و1622 ليخلفه فيما بعد مراد باي.